# 김동일 (응용화학자)
김동일(金東一, 1908년 3월 9일, 평안남도 (대한민국) 강서군 출생 ~ 1998년 7월 20일 사망)은 대한민국의 대학교수이다.
삼초산 섬유소로 인견사의 새로운 제조법을 개발한 응용화학자로서 대한민국 최초·최대 비스코스 인견사 공장의 건설에 기여했으며, 공학 교육의 기반을 구축하고 기본 방향을 확립했다.

## 학력
- 1930 ~ 1933 동경제국대학 공학부 응용화학과(공학사)

- 1952 서울대학교 대학원 이학박사

## 생애 및 공적
- 1934년 이와키초자 연구과장

- 1946년 서울대학교 공과대학 교수

- 1951년 ∼ 1954년 대한화학회 회장

- 1960년 ∼ 1962년

- 1967년 ∼ 1972년

- 1959년 한국원자력연구원 초대 상임 원자력위원

- 1966년 ∼ 1976년 한국과학기술단체총연합회 부회장

1908년 평안남도 강서군 작은 마을에서 2남4녀중 장남으로 태어났다. 80여 가구가 있던 마을의 자작농이었던 김동일 교수의 부친은 각별한 교육열을 가지고 있었고, 그 덕에 어릴 때부터 서당에서 한문을 배우고, 평양직할시의 상수보통학교를 거쳐 평양공립고등보통학교를 다녔다. 학창시절 화학 참고서를 통해 화학자의 꿈을 갖게 된 김동일 교수는 1926년 일본으로 유학을 떠났고, 사가고등학교 이공계열을 거쳐, 동경제국대학 공학부 응용화학과에 입학했다.
졸업 이후 1년간 무보수 조교생활을 거쳐 도쿄소재 이와키 주식회사의 연구주임으로 입사, 근무하며, 동양에선 처음으로 피막을 사용해 안전유리를 만드는데 성공했다. 경력을 인정받은 후 인견을 생산하는 가네보 화학공업주식회사로 옮겨 삼작산 섬유소를 원료로 인견를 만드는 새로운 제조법을 개발해낸다. ‘가네라리아’라고 불리는 이 인견사는 회사의 주력상품 중 하나가 된다. 1942년 경성방직으로 다시 한 번 회사를 옮겨 영등포 공장장으로 일하며 공정개선 및 경영의 합리화를 도모해 생산성을 높이는 결과를 만든다.
해방 이후 경성대 교수로 부임한 그는 경성대 공학부의 정식 대학과정과 경성공업전문학교, 경성광산전문학교 3개교가 통합해 창립된 국립 서울대학교 공과대학의 초대 학장으로 임명되었다. 초창기 어려운 여건에서도 학장으로써 교수진 확보에 노력했으며, 좌우대립과 국대안 파동(국립 서울대학교 설립안 반대)을 겪으면서도 서울대학교 공과대학이 자리를 잡게 만들었다. 특히, 학장의 임무를 수행하면서도 산·알칼리, 인공비료, 유리공업, 화약, 화학공업개론 등의 과목을 전임교수가 구해질 때까지 강의했으며, 학장 임기를 마치고 교수직에 전념하던 그는 한국전쟁 중이던 1952년 제3대 학장을 다시 맡아 전시 하에서 대학과 학생들을 지켰다.
1952년 4월 서울대학교 이공계 최초로 이학박사 학위를 받았으며, 1959년 14년간의 공대 교수 및 학장 생활을 마감한 그는 한국과학기술단체총연합회, 원자력원, 대한화학회, 한국과학기술진흥재단(현 과학창의재단), 한국석유산업개발센터 등 정부와 과학기술단체, 산업계를 넘나들며 실학정신을 이어받아 우리나라 과학기술을 진흥시켰다. 1959년에는 원자력원 초대 상임위원으로 임명되어 제1차 원자력학술회의를 주도했으며, 고급인력 양성을 위한 해외 파견계획을 지휘하는 등 원자력 발전의 기초를 마련했다. 1951년부터 1972년까지 총 6번이나 대한화학회 회장을 맡았고, 1966년부터는 화학회관 건립위원장으로 활동해 1971년 화학회관을 건립했다. 1962년 흥한화학섬유(주) 부사장을 맡아 화학공장 재직 시 쌓은 경험을 살려, 국내 최초로 비스코스 인견사 공장을 성공적으로 건설했다.
1966년 한국과학기술단체총연합회 창립 준비위원으로 실무를 주도하며 90여개 과학기술단체들을 하나로 결집시키기 위해 노력했고 과총 초대 부회장을 맡아, 「과학기술진흥법」을 제정하고, 과학기술 전담부서를 설치했으며,「과학기술인의 신조」를 제정했다. 1970년에는 한국석유산업개발센터를 설립해 초대 이사장으로서 국가적으로 절실한 석유탐사와 개발연구를 선도했다. 1978년 서울국제사이언스클럽을 창설해 초대 이사장과 명예회장을 지냈으며 유네스코 한국위원회 집행위원, 유네스코 총회 한국 대표, 국제 순수 및 응용화학연합(IUPAC) 한국 대표, 국제과학연합(ICSU) 총회 한국 대표 등으로 활약했다.

## 상훈
- 1970년 국민훈장 모란장
- 1982년 국민훈장 무궁화장

## 참고
대한민국 과학기술유공자 홈페이지 
인견을 국산화한 한국 화학섬유계의 선구자 故 김동일 서울대 교수  보관됨 2020-06-26 - 웨이백 머신